# Liard (monnaie)
Pour les articles homonymes, voir Liard.

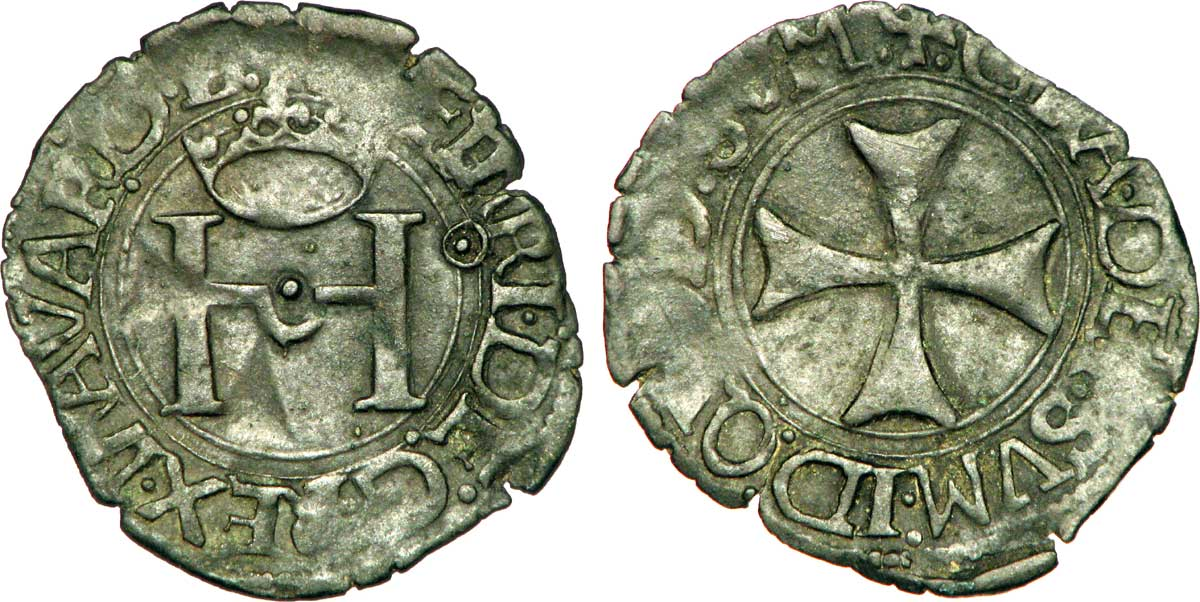
Liard à la croix pattée d'Henri II de Navarre (cir. 1541).

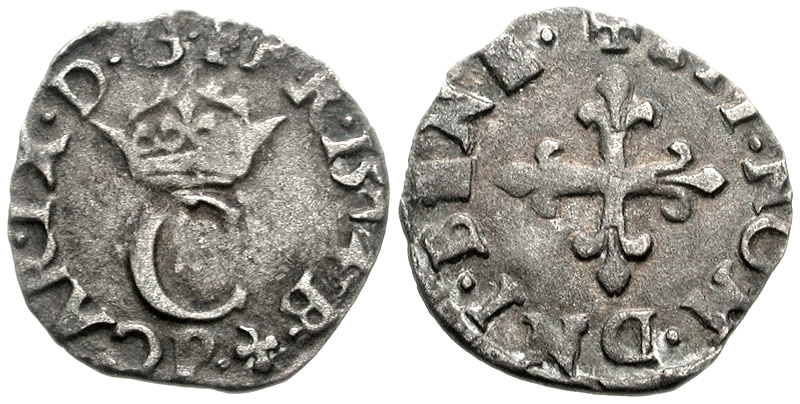
Liard de Charles IX (1574).

Revers d'un liard (1655) frappé à Meung-sur-Loire.

Le liard,,,, est une pièce de monnaie de l'Ancien Régime de faible valeur. Apparue au XVe siècle dans le Dauphiné, elle est adoptée officiellement par la France en 1654. Son nom vient de l'ancien français liart, "gris".
Sa valeur, fixée à trois deniers tournois par déclaration du 1er juillet 1654, est dévaluée en 1658 à deux deniers tournois par arrêt du 20 juin puis à un denier tournois par arrêt du 20 juillet ; il n'est réévalué à trois deniers tournois qu'en 1694.
Les pièces d'un liard et de deux liards ont été démonétisées le 1er juillet 1856, en vertu d'un décret du 12 mars 1856. De nombreux pays limitrophes utilisèrent ce format[pas clair], et, devenu nom commun, le mot passa dans le langage courant pour exprimer « une chose de petite valeur ».

## Liard du Dauphiné
Rattaché à la France en 1349, le Dauphiné conserve une certaine indépendance durant un siècle et, notamment, utilise l'un des aspects du droit de seigneuriage, celui de battre monnaie à ses armes. Les premières frappes montrent sur une face la représentation d'un dauphin, l'animal héraldique du Dauphiné, et sur l'autre, un croisillon de fleurs de lys, le symbole de la couronne de France. Sa valeur était de 3 deniers tournois, sa composition en argent pour un poids légèrement supérieur à 1 g. Il fallait donc 80 liards pour faire une livre tournois de 240 deniers.

## Liard en France et «Liard de France»
Dans la seconde moitié du XVe siècle, sous le règne de Louis XI, cette pièce de monnaie commence à être frappée dans d'autres parties du royaume ainsi que par ses vassaux. Charles VIII en poursuit le monnayage, puis sous François Ier, la pièce change de motif : au lieu d'un dauphin, apparaît le monogramme « F ». 
Au début du règne de Louis XIV, le liard apparaît pour la première fois en 1649 en cuivre, également pour une valeur 3 deniers (ou 1/4 de sou) et son nom devient « Liard de France ». En 1658, sa valeur est réduite officiellement à deux deniers, cette pièce devenant la plus petite dénomination du système monétaire du royaume, la valeur supérieure étant le double tournois ou pièce de 4 deniers, également en cuivre. Les dernières frappes remontent à 1792, mais cette pièce reste en usage jusqu'en 1856 pour pallier l'absence de petite monnaie : en 1803, elle équivaut à 2 centimes de franc germinal.

### Liard en Lorraine
Le liard sous la forme d'une pièce en cuivre fut frappée aux armes de la Lorraine entre 1704 et 1729 sous le règne de Léopold Ier.

## Liard dans les Pays-Bas espagnols
Au début du XVIIe siècle, le liard devient l'une des plus petites subdivisions du kronenthaler, la monnaie en usage dans les Pays-Bas espagnols et du Saint-Empire. 1 kronenthaler valait 254 liards. Il existe des pièces de 2 liards en cuivre frappées sous Marie-Thérèse à Bruxelles en 1777. À la suite de l’occupation française en 1794, le kronenthaler fut remplacé par le franc français. On trouve parfois l'expression « liard tournois » sur certaines pièces.
De nombreux territoires rattachés au Saint-Empire adoptèrent le liard : la principauté de Liège, le duché du Luxembourg, la principauté de Montbéliard, Sedan, etc.

## Géologie (France)
Un des bancs de calcaire lutétien du bassin de Paris est parfois surnommé dans la littérature scientifique du XIXe siècle « calcaire à liard », du fait de la ressemblance entre la pièce de monnaie et le fossile Nummulites laevigatus (foraminifère benthique).

## Le mot «liard» dans la littérature

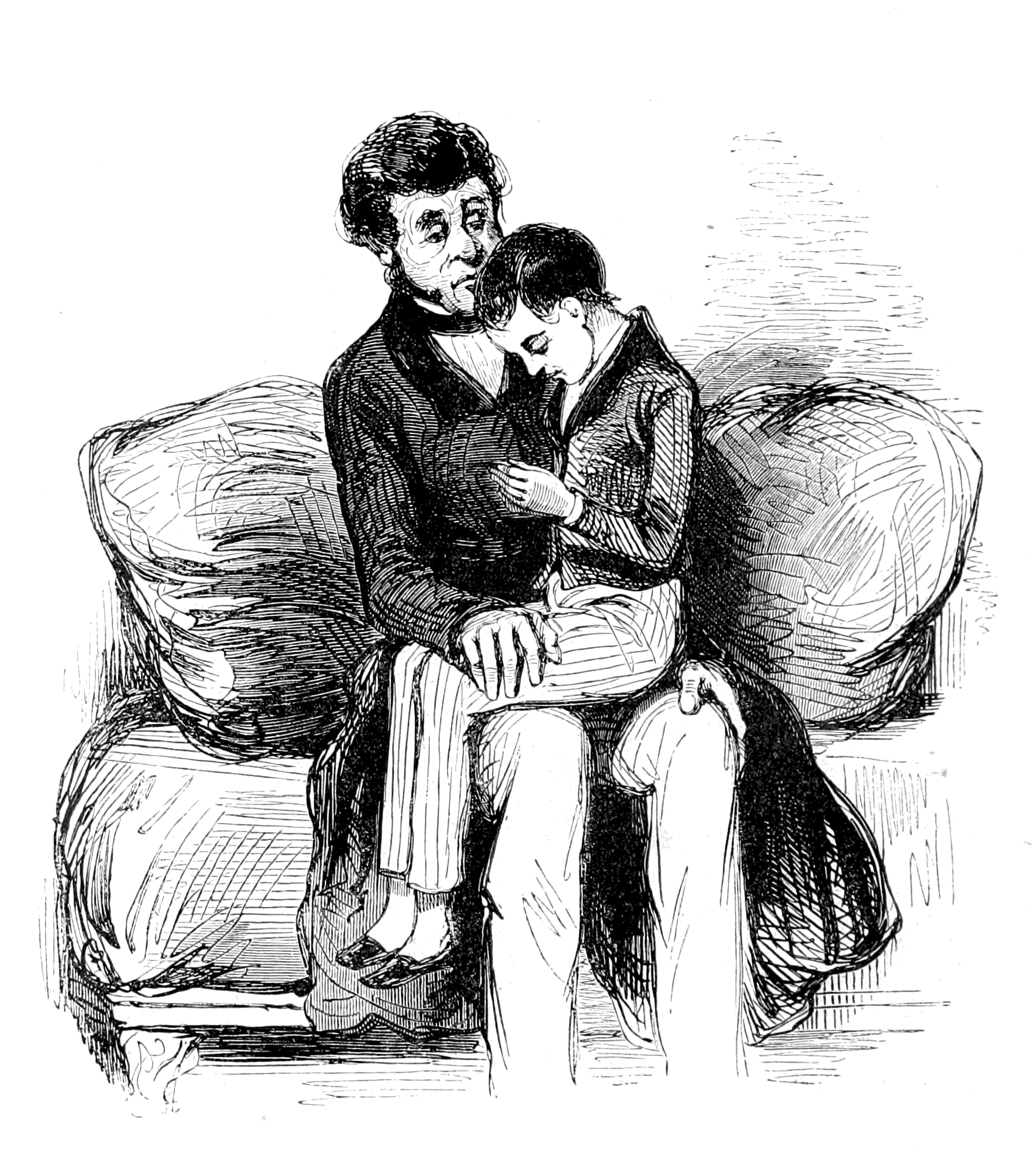
« Est-ce que tu couperais des liards en quatre ? », dessin de Paul Gavarni pour Le Diable à Paris (1846).

Liard devient liart dans le jargon tudesque détourné ironiquement par l’écrivain Balzac. Comme dans Les Misérables de Victor Hugo, où les gamins des rues « se disputent des liards », le liard symbolise ici la plus petite monnaie pouvant exister.

« Nus n’afons rien rési, dit le bon Allemand. Ed si che fiens à fus, c’esde que che zuis tans la rie et sans eine liart… (Nous n’avons rien reçu, dit le bon Allemand. Et si je viens à vous, c’est que je suis dans la rue et sans un liard). Schmuck dans Le Cousin Pons d’Honoré de Balzac. »

« C'était le vieux qui vit dans une niche au bas
De la montée, attendant, solitaire,

Un rayon du ciel triste, un liard de la terre,

Tendant les mains pour l'homme et les joignant pour Dieu. »

— Victor Hugo, Les Contemplations

« Tant il est vrai que le vrai plaisir ne se mesure pas sur la dépense et que la joie est plus amie des liards que des louis. »

— Jean-Jacques Rousseau, Les Rêveries du promeneur solitaire - Neuvième promenade